# Allen Whitty
Allen Whitty (n. 5 mai 1867, Martley⁠(d), Malvern Hills, Anglia, Regatul Unit al Marii Britanii și Irlandei – d. 22 iulie 1949, Aldermaston⁠(d), West Berkshire, Anglia, Regatul Unit) a fost un trăgător de tir ce a reprezentat Regatul Unit al Marii Britanii și al Irlandei de Nord, medaliat olimpic. A participat la o ediție a Jocurilor Olimpice (1924) în care a câștigat o medalie de aur.

## Participări
Lista de mai jos prezintă principalele competiții la care a participat Allen Whitty de-a lungul carierei.
- shooting at the 1924 Summer Olympics – men's 100 metre team running deer, double shots[*]